# ОШ „Моша Пијаде” Иваново
ОШ „Моша Пијаде” једна је од основних школа у општини Панчево. Налази се у улици 29. новембра 56-58 у Иванову. Име је добила по Моши Пијаде, сликару, новинару и ликовном критичару, револуционару и учеснику Народноослободилачке борбе. Садашњи назив носи од 1965. године.

## Догађаји
Од 2018—19. школа је учесник програма „Зелене школе Војводине” који се реализује са циљем подизања свести и личне одговорности за бригу о животној средини, као и подстицању активности која доприноси неговању и очувању амбијента у предшколским установама, основним и средњим школама и локалним срединама.
Догађаји основне школе „Моша Пијаде”:
- Спортски дан[6]
- Дан толеранције[7]
- Дечија недеља[6]
- Сајам науке[8]
- Акција чишћења обала Дунава[9]
- Манифестација „У бојама руја” у Делиблатској пешчари[5]
- Пројекат „Сакупи и уштеди – вреди”[5]
- Радионица „Живимо здраво”[5]
- Гајење биљака у школском дворишту[3]